# Sepsis lenta
Eine Lentasepsis oder Sepsis lenta (von lateinisch lentus „zäh, langsam“, und sepsis) ist eine schleichend verlaufende Sepsis, die häufig von einer subakuten Endokarditis ausgeht, mit subfebrilen Temperaturen, Schüttelfrost, Tachykardie und Leukozytose verläuft und zu einer Anämie führen kann. Die Diagnose wird anhand einer Blutkultur geklärt.